# Сурва (фестивал)
 Тази статия е за фестивала в Перник.  За българския народен празник вижте Сурваки.  
Международният фестивал на маскарадните игри „Сурва“ в Перник e най-големият в България и на Балканите.
Той популяризира достигнали до днес варианти на традиционна ергенска обредност, част от българската фолклорна традиция. С конкурсния си характер фестивалът е среща и надпревара на живите ѝ носители, най-популярни с наименованията „сурвакари“ и „кукери“.

## История
- 1965 г. – Йордан Николов, служител в Окръжния съвет по култура, предлага в Перник да се създаде национален фестивал, в който да бъдат представени маскарадните групи от всички етнографски области на България.
- 1966 г. – Община Перник организира първото издание на фестивала.
- 1985 г. – Фестивалът започва да има международен статут.
- 1995 г. – Перник е приет за член на Федерацията на европейските карнавални градове.
- 2004 г. – В Перник се провежда XXIV Конвенция на ФЕКГ[2]
- 2009 г. – Перник официално е обявен за европейска карнавална столица заради своя международен маскараден фестивал „Сурва“, с което става най-значимия фестивален център за цяла Европа.[3]
- 2011 г. – Перник е домакин на рождения ден на ФЕКГ „Dies natalis“[1]
- 2014 г. – Перник и фестивала „Сурва“ попадат в класацията на списание National Geographic за Световни зимни топ дестинации.[4]
- 2015 г. – Обичаят „Сурова“ („Сурва“) влиза в Представителната листа на ЮНЕСКО за нематериално културно наследство на човечеството. [5]
- 2016 г. – Най-старият маскараден фестивал в България и един от най-големите такива в Света чества 50-годишен юбилей от своето първо издание.
- 2023 г. - Фестивалът става тридневен след тригодишно прекъсване.

Международният фестивал на маскарадните игри се провежда всяка година през последните петък, събота и неделя на месец януари. Основният акцент е двудневното шествие през събота и неделя на маскарадни групи от страната и от чужбина.
Традиционно в него участват над 7000 души в над 100 маскарадни групи от всички етнографски райони на България и гости от Европа, Азия и Африка. Участниците идват в Перник на състезание, за емоцията, за веселбата, за признанието, че са участвали. Зрителите от Перник и цялата страна, гостите от чужбина, идват, за да споделят магията на играта, да видят и пипнат маските, да се почувстват обновени, да си пожелаят здраве и късмет.
Със съдействието на Нов български университет и на Института за фолклор при Българската академия на науките в рамките на фестивала се провежда научна конференция, посветена на маската и маскирането. В нея участват изтъкнати български фолклористи, етнолози, антрополози, представители на различни университети и институти.
Пернишкият фестивал е първият фестивал на маскарадните игри в България. Решение за провеждането му е взето през 1965 г., а първото му издание е на 16 януари 1966 г.
До 90-те години на XX в. фестивалът се нарича „Сурова“. На местно ниво в Брезник и пернишките села се нарича Сурова или Сирова, а участниците Сировичкарье.
През 2020 г. фестивалът е отменен заради водната криза в Перник.
През 2021 г. отново няма международен фестивал, поради пандемията от Пандемия от COVID-19, но на 14 януари хората от региона правят обичая с обикаляне на кукерите в селата и кварталите.
| Дата                                                                          | Наименование | Участници                                                                                |
| ----------------------------------------------------------------------------- | --- | ---------------------------------------------------------------------------------------- |
| 14 януари 1966                                                                | „Зимен карнавал“ '66 | 800 участници, участват само групи от Пернишкия регион                                   |
| 15 януари 1967                                                                | II Национален фестивал на кукерите и сурвакарите и пролетните игри и танци, свързани с тези старинни обичаи – Перник 67                                | над 1300 участници, участват и групи от страната                                         |
| 19 януари 1969                                                                | III Национален фестивал на кукерите и сурвакарите и пролетните игри и танци, свързани с тези старинни обичаи – Перник `69                              | над 1400 участници                                                                       |
| 17 януари 1971                                                                | IV Национален фестивал на кукерите и сурвакарите – Перник `71 (5 години)                                                                               | над 1300 участници                                                                       |
| 20 януари 1974                                                                | V Юбилеен национален фестивал на кукерите и сурвакарите – Перник `74                                                                                   | над 2000 участници                                                                       |
| 16 – 17 януари 1977                                                           | VI Национален фестивал на кукерите и сурвакарите – Перник `77                                                                                          | над 2000 участници                                                                       |
| 27 – 28 януари 1980                                                           | VII Национален фестивал на сурвакарите и кукерите – Перник`80                                                                                          | над 3000 участници                                                                       |
| 19 – 21 януари 1985                                                           | VIII Национален фестивал на сурвакарите и кукерите – Перник `85“                                                                                       | 2800 участници, участват 2 групи от Чехословакия и Унгария                               |
| 20 – 22 януари 1990                                                           | IX Национален фестивал на сурвакарите и кукерите с международно участие – Перник`90                                                                    | 3100 участници                                                                           |
| 4 – 8 февруари 1993                                                           | Х Юбилеен международен фолклорен фестивал на маскарадните (сурвакарски – зимни и кукерски – предпролетни) и карнавални игри и обичаи – Перник `93      | 2000 участници                                                                           |
| 19 – 22 януари 1996                                                           | XI Международен фолклорен фестивал на маскарадните (сурвакарски – зимни и кукерски – предпролетни) и карнавални игри и обичаи – Перник `96 (30 години) | 3000 участници                                                                           |
| 22 – 25 януари 1998                                                           | XII Международен фестивал на маскарадните игри – Перник `98                                                                                            | 3000 участници                                                                           |
| 21 – 23 януари 2000                                                           | XIII Международен фестивал на маскарадните игри „Сурва“ '00                                                                                            | над 3500 участници                                                                       |
| 18 – 20 януари 2002                                                           | XIV Международен фестивал на маскарадните игри „Сурва“ '02                                                                                             | 5056 участници                                                                           |
| 23 – 25 януари 2004                                                           | XV Юбилеен международен фестивал на маскарадните игри „Сурва“ '04                                                                                      | 5250 участници                                                                           |
| 27 – 29 януари 2006                                                           | XVI Международен фестивал на маскарадните игри „Сурва“ '06 (40 години)                                                                                 | 4848 участници                                                                           |
| 25 – 27 януари 2008                                                           | XVII Международен фестивал на маскарадните игри „Сурва“ '08                                                                                            | 5808 участници                                                                           |
| 23 – 25 януари 2009                                                           | XVIII Международен фестивал на маскарадните игри „Сурва“ '09                                                                                           | 5089 участници                                                                           |
| 29 – 31 януари 2010                                                           | XIX Международен фестивал на маскарадните игри „Сурва“ '10                                                                                             | 6000 участници                                                                           |
| 28 – 30 януари 2011                                                           | XX Юбилеен международен фестивал на маскарадните игри „Сурва“ '11 (45 години)                                                                          | 6104 участници                                                                           |
| 27 – 29 януари 2012                                                           | XXІ Международен фестивал на маскарадните игри „Сурва“ '12                                                                                             | 6255 участници                                                                           |
| 1 – 3 февруари 2013                                                           | XXII Международен фестивал на маскарадните игри „Сурва“ '13                                                                                            | 6142 участници                                                                           |
| 24 – 26 януари 2014                                                           | XXIII Международен фестивал на маскарадните игри „Сурва“ '14                                                                                           | 6379 участници                                                                           |
| 30 януари – 1 февруари 2015                                                   | XXIV Международен фестивал на маскарадните игри „Сурва“ '15                                                                                            | 5300 участници                                                                           |
| 29 – 31 януари 2016                                                           | XXV Юбилеен Международен фестивал на маскарадните игри „Сурва“ '16 (50 години)                                                                         | 6500 участници                                                                           |
| 27 – 29 януари 2017                                                           | XXVI Международен фестивал на маскарадните игри „Сурва“ '17                                                                                            | над 7000 участници                                                                       |
| 26 – 28 януари 2018                                                           | XXVII Международен фестивал на маскарадните игри „Сурва“ '18                                                                                           | 7400 участници                                                                           |
| 25 – 27 януари 2019                                                           | XXVIII Международен фестивал на маскарадните игри „Сурва“ '19                                                                                          | 7777 участници                                                                           |
| 24 – 26 януари 2020 30 януари- 01 февруари 2021 15,16,22,23,29,30 януари 2022 | XXIX Международен фестивал на маскарадните игри,, Сурва" '20 '21 (55 години) и '22                                                                     | Отложен заради водна криза и COVID-19. 2020- близо 900 деца а 2021 и 2022 няма участници |
| 27 – 29 януари 2023                                                           | XXIX Международен фестивал на маскарадните игри „Сурва“ '23                                                                                            | близо 12 000 участници                                                                   |
| 26 – 28 януари 2024                                                           | ХХХ Юбилеен международен фестивал на маскарадните игри „Сурва“ '24                                                                                     | над 12 000 участници                                                                     |
| 24-26 януари 2025                                                             | XXXI Международен фестивал на маскарадните игри „Сурва" '25                                                                                            | Близо към 13 000 участници                                                               |
| 23-25 януари 2026                                                             | XXXII Международен фестивал на маскарадните игри „Сурва" '26 (60 години)                                                                               |                                                                                          |

- Снимки от фестивала „Сурва“ Перник 2010
- Снимка от фестивала през 2023 година
- Снимка от фестивала през 2023 година
- Снимка от фестивала през 2023 година
- Снимка от фестивала през 2023 година